# Kissology Volume One: 1974–1977
Kissology Vol. 1 1974-1977 är en DVD släppt av Kiss 2006. Den har sålt 6 gånger platina i USA och 8 gånger platina i Kanada. Den har inte släppts i Europa än. Det här är första volymen av 3 med massor med olika live-klipp, både från konserter och TV-framträdanden.

## Skiva 1
Long Beach, CA 1974
1. Acrobat

ABC's In Concert 1974
1. Nothin' to Lose
2. Firehouse
3. Black Diamond

The Mike Douglas Show 1974
1. Interview & Firehouse

Winterland, San Francisco C.A. 1975
1. Deuce
2. Strutter
3. Got to choose
4. Hotter than hell
5. Firehouse
6. Watchin' you
7. Nothin to lose
8. Parasite
9. 100 000 years
10. Black diamond
11. Cold Gin
12. Let Me Go, Rock & Roll

Midnight Special 1975
1. She
2. Black Diamond

Kiss Alive promoe clips 1975
1. Come on and love me
2. Rock and roll all night

Documentary Cadillac Michigan 1975
Cobo Hall Detroit M.I. 1976
1. Deuce
2. Strutter
3. Got to Choose
4. C'mon and Love Me
5. Hotter than hell
6. Firehouse
7. She
8. Parasite
9. Nothin' to Lose
10. 100,000 Years
11. Black diamond
12. Cold Gin
13. Rock and Roll All Nite
14. Let Me Go, Rocki'N' Roll

## Skiva 2
1. So It Goes- British TV Segment Interview
2. Black diamond

Paul Lynde Halloween Special 1976
1. Interview & King of the Night Time World

Budokan Hall - Tokyo Japan 1977 
1. Detroit rock city
2. Take me
3. Let me go, rock 'n' roll
4. Ladies room
5. Firehouse
6. Makin' love
7. I Want you
8. Cold gin
9. Do you love me?
10. Nothin' to lose
11. God of Thunder
12. Rock & roll all nite
13. Shout it out loud
14. Beth
15. Black diamond

Don Kirshner's rock concert 1977
1. Hard luck woman
2. Love em & leave em
3. I want you

Summit Houston - Texas 1977
1. I stole your love
2. Take me
3. Ladies room
4. Firehouse
5. Love gun
6. Hooligan
7. Makin' love
8. Christine sixteen
9. Shock me
10. I want you
11. Calling Dr. Love
12. Shout it out loud
13. God of thunder
14. Rock & roll all nite
15. Detroit rock city
16. Beth
17. Black Diamond